# Paulstra
Paulstra SNC est une société française de fabrication d'articles de caoutchouc pour l'industrie automobile.
Elle possède des usines à Vierzon, Étrépagny, Châteaudun, Segré, et Lisses.
C'est une société du groupe Hutchinson.

## Fabrications
Supports flexibles antivibrations, bagues flexibles, accouplements flexibles, supports métalliques : coussinets métalliques et amortisseurs de câbles, isolants en élastomère